# Trend TV
Trend TV bila je lokalna televizijska postaja koja emitira svoj program u Hrvatskoj. S radom je započela 2005. godine, a program emitira kao lokalna televizija za područje grada Zagreba, Samobora, Zaprešića, Velike Gorica, Karlovca i Ogulina.
Tijekom 2017. godine dolazi do promjene imena kanala, iz naziva TV 4 rijeke (TV4R) u današnji Trend TV.[nedostaje izvor]
Trend TV kao i Trend radio u vlasništvu su dviju privatnih tvrtki KA - VISION d.o.o., TREND d.o.o.

## Vlasnička struktura
Vlasnik televizijskog kanala Trend TV je tvrtka TREND d.o.o.

## Pokrivenost signalom
Signalom s odašiljača Tusti vrh na Medvednici podno Sljemena i odašiljača Martinščak u Karlovcu u lokalnom multipleksu D (MUX D) na 57 kanalu UHF-a Trend TV se može pratiti u tri objedinjene digitalne lokalne podregije koje obuhvaćaju:
d44 - Grad Zagreb, Velika Gorica, Sveta Nedelja, Stupnik i dio općine Samobor
d45 - Jastrebarsko, Klinča Sela, Krašić i Pisarovina
d46 - Karlovac, Lasinja, Ozalj, Žakanje, Draganić, Netretić, Duga Resa, Generalski Stol, Barilovići, Krnjak, dio općine Vojnić i Bosiljevo.

## Programska osnova
Program je strukturiran u nekoliko cjelina: jutarnji program koji traje do 12 sati, dnevni program od 12 do 20 sati, večernji program od 20 do ponoći te noćni program od 24 do 6 sati ujutro.
Središnji dio večernjeg programa je informativna emisija Karlovački obzornik s iscrpnim izvješćima o dnevnim zbivanjima u gradu i regiji. Emisije koje su regionalno orijentirane su Iver, Pokupska kronika i Žumberački zov. Trend TV prati i život većine nacionalnih i vjerskih manjina, osoba s posebnim potrebama, udruga civilnoga društva kao i institucije sa sjedištem u Zagrebu, Kordunu i Karlovcu. U emisijama za manjine teme se obrađuju opširnije nego u redovitom informativnom programu, a uvrštene su i specifične teme kao što su etno baština, kulturne posebnosti i slično. Posebna se važnost daje izvješćivanju o institucionalnom organiziranju i djelovanju manjina.
Vlastitu proizvodnju ostvaruju vlastitom produkcijom informativnog, zabavnog, športskog i glazbenog sadržaja, a u programu postoje i djela europske produkcije kao što je emisija Yoga i pilates. Nezavisnu proizvodnju ostvaruju kroz emisije Trend putovanja i Moja Istra. U programu, posebno mjesto pripada istraživanju nacionalnog blaga kroz emisiju Domaći zvuci koja već sada u arhivi ima sva kulturno-umjetnička društva Karlovačke županije, video zapise pojedinih narodnih stvaralaca i slično.

## Vanjske poveznice
- Službena web stranica
- Trend TV na stranicama Vijeća za elektroničke medije